# Rotkehlfrankolin
Der Rotkehlfrankolin (Pternistis afer, Syn.: Francolinus afer) ist eine Vogelart aus der Familie der Fasanenartigen (Phasianidae). Es gibt sieben Unterarten.

## Merkmale
Er ist 25–38 cm lang, mit signifikanten Größenunterschieden zwischen den Unterarten. Sein Gefieder ist insgesamt dunkel – auf der Oberseite braun, am Unterkörper schwarz mit grauen und weißen Streifen. Der Schnabel, die größtenteils nackte Gesichtshaut sowie Nacken und Beine sind hellrot.

## Verbreitung
Wie die meisten Frankoline ist er nur in Afrika verbreitet. Er lebt in Zentralafrika und entlang der Ostküste Tansanias.

## Lebensweise
Der Rotkehlfrankolin ist eine wachsame Art und sucht stets Schutz in hohem Bewuchs. Zur Nahrungsaufnahme wagt er sich auch in offenes Gelände wie zum Beispiel Ackerland, wenn Gestrüpp oder Dickicht in der Nähe sind. Sein Nest ist eine kahle Erdmulde in hohem Gras oder Gestrüpp; das Weibchen legt 3–9 Eier.

## Unterarten
Laut  IOC World Bird List sind vier Unterarten anerkannt. Es handelt sich hierbei um:
- P. a. cranchii (Leach & Koenig, KD, 1818) ist im Süden der Demokratischen Republik Kongo, im zentralen Angola und vom Westen Sambias über das zentrale Tansania in den Westen Kenias sowie Uganda verbreitet.
- P. a. afer (Statius Müller, 1776) kommt im Westen Angolas und im Nordwesten Namibias vor.
- P. a. castaneiventer Gunning & Roberts, 1911 ist über den Süden und Osten Südafrikas verbreitet.
- P. a. humboldtii (Peters, W, 1854) kommt im Südosten Kenias und dem nördlichen und östlichen Tansania bis Mosambik, den Nordosten Sambias und den Osten Simbabwes vor.

P. a. leucoparaeus (Fischer, GA & Reichenow, 1884), P. a. melanogaster Neumann, 1898, P. a. loangwae Grant, CHB & Mackworth-Praed, 1934 und P. a. swynnertoni Sclater, WL, 1921 werden heute als Synonym zu P. a. humboldtii gesehen. P. a. harterti Reichenow, 1909 wird heute als Synonym von P. a. cranchii betrachtet.